# Jakob Böhme
Jakob Böhme, por vezes grafado como Jacob Boehme (Alt Seidenberg, Silésia, 24 de abril de 1575 — Görlitz, 17 de novembro de 1624) foi um filósofo e místico luterano alemão.

## Vida
Böhme passou por experiências místicas em toda a sua juventude, culminando em uma epifania no ano de 1600, a qual ter-lhe-ia revelado a estrutura espiritual do mundo, assim como as relações entre o Bem e o Mal. Na época, ele decidiu não divulgar a sua experiência e continuou trabalhando como sapateiro na cidade de Goerlitz, na Silésia, constituindo família e tendo quatro filhos. Entretanto, após uma outra visão em 1610, ele começou a escrever sua primeira obra, Aurora (Die Morgenroete im Aufgang), resultante dessa iluminação. O tratado foi publicado e divulgado em forma de manuscrito até que uma cópia caiu nas mãos de Gregorious Ritcher, principal pastor de Görlitz, que o considerou herético e ameaçou exilar Böhme, se ele não parasse de divulgar os seus escritos. Após anos de silêncio, os amigos e patronos de Böhme conseguiram convencê-lo a continuar escrevendo e, em pouco tempo, novas cópias escritas a mão começaram a circular.

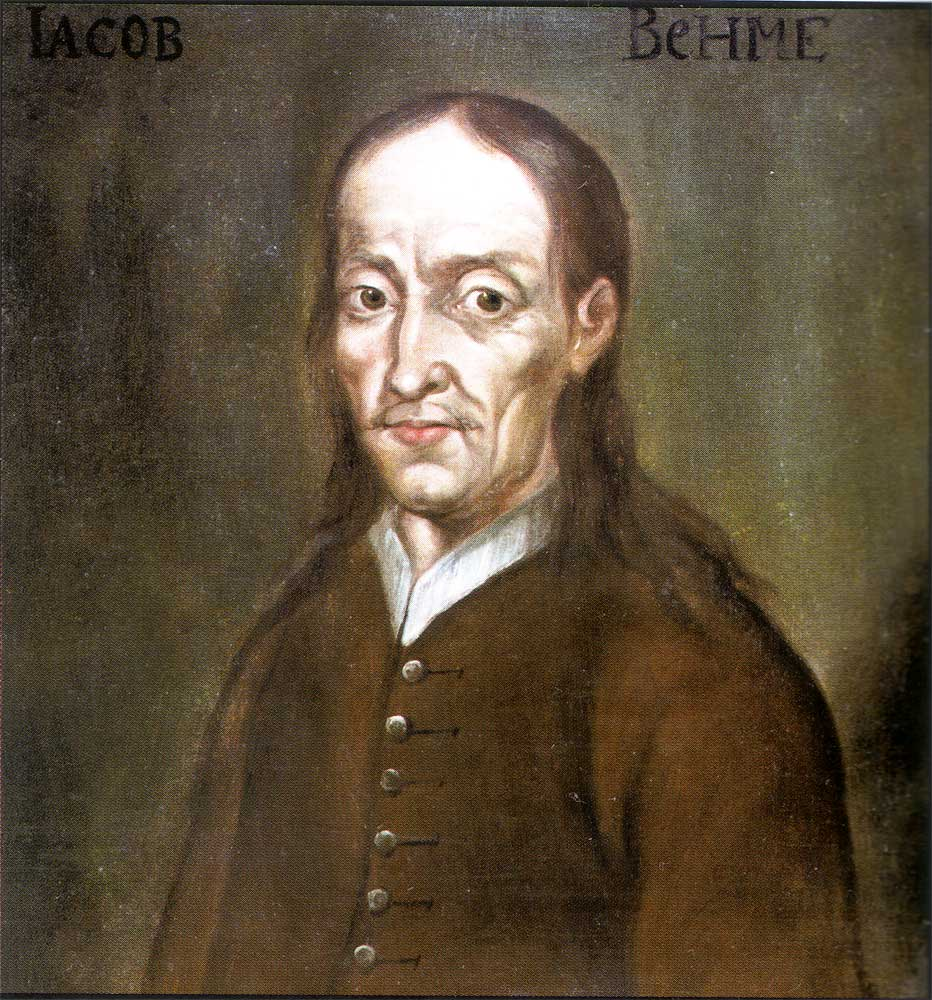
Neste retrato de Böhme consta uma inscrição com uma terceira grafia de seu nome, Iacob Behme.

Seu primeiro livro impresso, Christosophia (der Weg zu Christo), foi publicado em 1623 e causou outro escândalo.  Em um curto período de tempo, entre 1618 e 1624), Böhme produziu uma enorme quantidade de tratados e epístolas, incluindo suas maiores obras De Signatura Rerum e Misterium Magnum. Suas idéias conquistaram muitos seguidores em toda a Europa e os seus discípulos ficaram conhecidos como os boehmistas.
Como uma ironia do destino, Johan G. Gichtel, o filho do principal antagonista de Böhme, o pastor Gregorious Ritcher, se tornou um discípulo indireto, comentador e editor de uma coleção de trechos das obras de Böhme, os quais foram mais tarde publicados no ano de 1682 em Amsterdã. As obras completas de Böhme só foram publicadas pela primeira vez em 1730. Johan G. Gichtel também escreveu uma autobiografia espiritual intitulada A Senda do Homem Celeste, descrevendo como colocou em prática tudo o que aprendeu com o estudo das obras de Böhme, chegando, segundo ele, à realização da senda espiritual. A Senda é considerado um clássico do pensamento místico-cristão de sua época.
Como conseqüência de suas idéias e escritos, Böhme passou o último ano de sua vida exilado em Dresden, retornando à Görlitz unicamente para dar um adeus final à vida aos 49 anos de idade. Nos dias atuais, as obras de Böhme são estudadas e admiradas por diversas comunidades de espiritualistas, místicos, martinistas,  teosofistas e filósofos em todo o mundo.

## Filosofia
Ao contrário de uma concepção medieval e até neoplatônica da divindade, ele não a concebe como estática, mas nela descobre uma luta ardente de princípios opostos, sendo que a principal preocupação dos escritos de Böhme era a natureza do Pecado, do Mal e da Redenção. De acordo com a teologia luterana, Böhme pregava que a humanidade tinha caído do estado de divina graça para um estado de pecado e sofrimento, que as forças do Mal incluíam os anjos caídos que tinham se rebelado contra Deus e que o objetivo de Deus era restaurar o mundo ao seu estado natural de graça.
Na cosmologia de Böhme, é necessário que a humanidade se voltasse para Deus, a fim de que a criação voltasse ao estado original de harmonia e de inocência, permitindo ao homem atingir uma nova auto-consciência pela interação com a criação que se tornaria, ao mesmo tempo, parte Dele e distinta Dele. Deste modo, o livre arbítrio seria o mais importante dom dado à humanidade por Deus, permitindo-nos buscar a graça divina na condição de uma livre escolha, enquanto permitiria aos seres humanos manter as suas individualidades.
Böhme via a encarnação de Cristo, não como um sacrifício oferecido para perdoar os pecados dos homens, mas sim como uma oferta amorosa e divina para a humanidade, mostrando a vontade de Deus, suportando igualmente o sofrimento terrestre como um aspecto necessário da criação. Ele também acreditava que a encarnação de Cristo expressava a mensagem que um novo estado de harmonia seria possível.

## Obras
Em português
- A aurora nascente
- A sabedoria divina
- A revelação do grande mistério

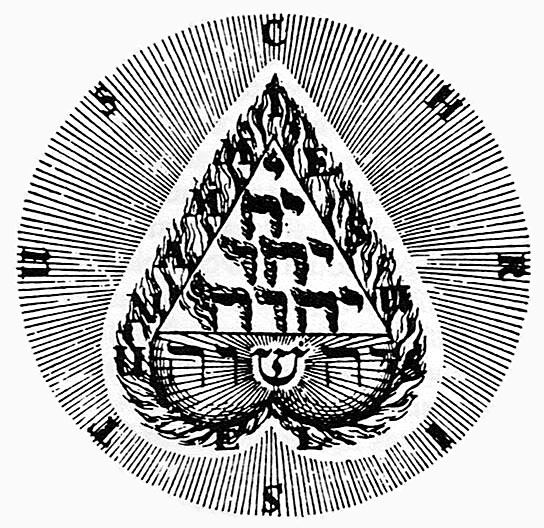
Símbolo usado por Jacob Boehme.

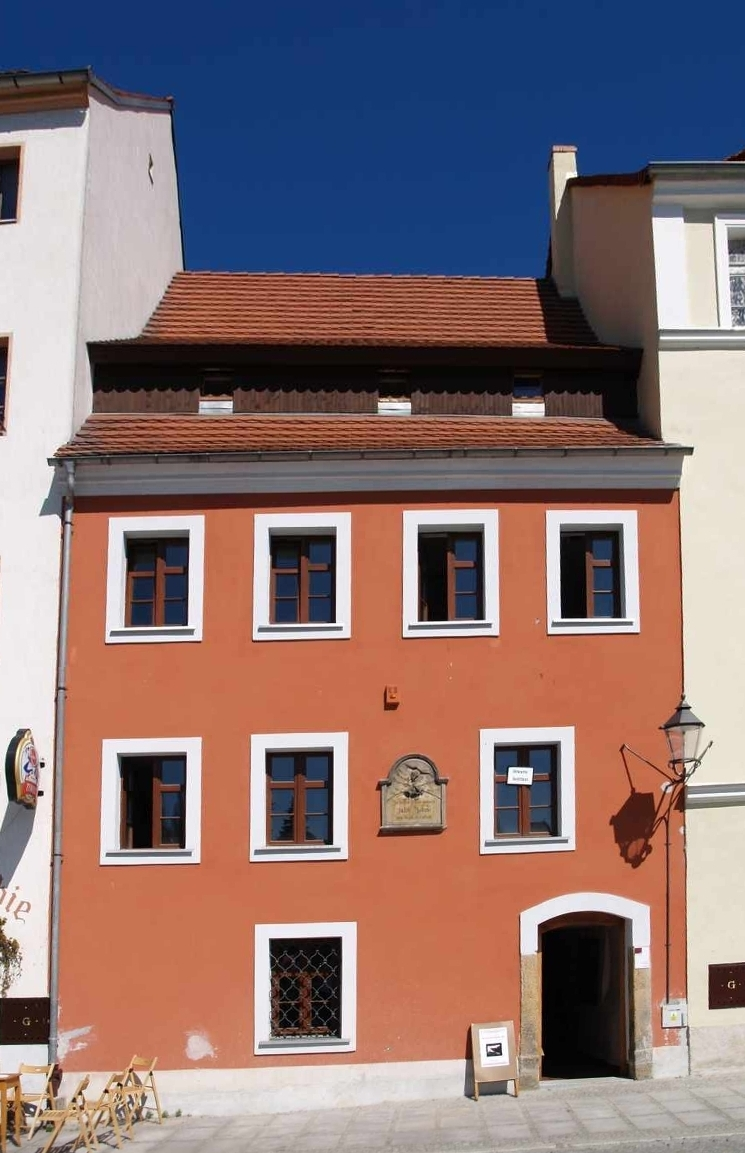
A casa em que morou Jakob Böhme em Görlitz, de 1590 a 1610.

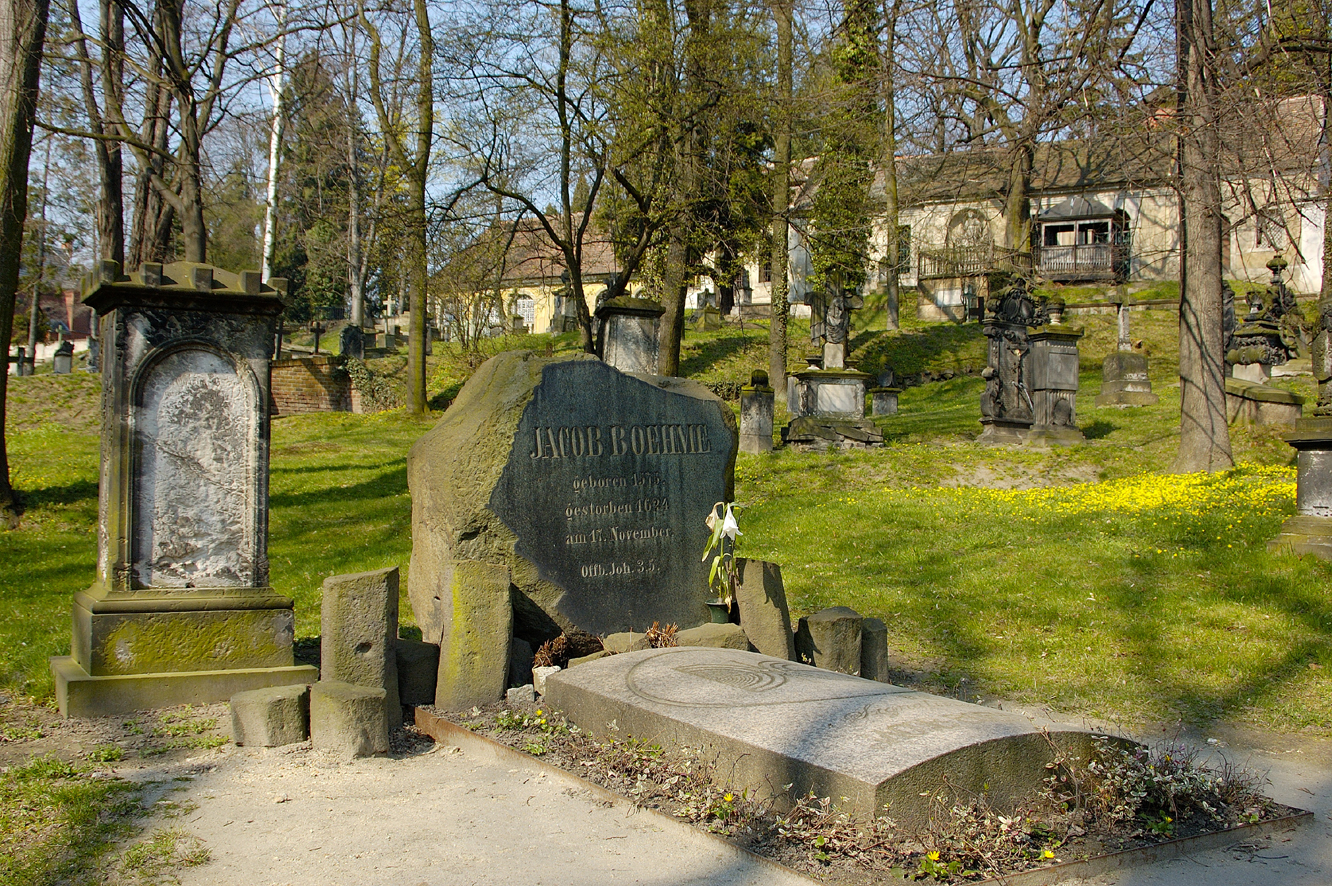
Sepulcro de Jakob Böhme.

- Os três princípios da essência divina
- Quarenta questões sobre a alma
- A chave
- A encarnação de Jesus Cristo
- As confissões
- Diálogo entre uma alma iluminada e outra em busca da iluminação
- A vida supra sensível
- O caminho para o Cristo

Em inglês
- Aurora,  (incompleto)
- The Three Principles of the Divine Essence
- The Threefold Life of Man
- Answers to Forty Questions Concerning the Soul
- The Treatise of the Incarnations:
  - I. Of the Incarnation of Jesus Christ
  - II. Of the Suffering, Dying, Death and Resurrection of Christ
  - III. Of the Tree of Faith
- The Great Six Points
- Of the Earthly and of the Heavenly Mystery
- Of the Last Times
- De Signatura Rerum
- The Four Complexions
- Of True Repentance
- Of True Resignation
- Of Regeneration
- Of Predestination
- A Short Compendium of Repentance
- The Mysterium Magnum
- A Table of the Divine Manifestation, or an Exposition of the Threefold World
- The Supersensual Life
- Of Divine Contemplation or Vision, (incompleto)
- Of Christ's Testaments
  - I. Baptism
  - II. The Supper
- Of Illumination
- 177 Theosophic Questions, with Answers to Thirteen of Them, (incompleto)
- An Epitome of the Mysterium Magnum
- The Holy Week or a Prayer Book, (incompleto)
- A Table of the Three Principles
- Of the Last Judgement, (perdido)
- The Clavis
- Sixty-two Theosophic Epistles

Em latim
(com os títulos também em língua alemã)
- Aurora (Die Morgenröte im Aufgang), (1612)
- De tribus principiis (Beschreibung der Drey Göttliches Wesens), (1619)
- De triplici vita hominis (Von dem Dreyfachen Leben des Menschen), (1620)
- Psychologica vera (Vierzig Fragen von der Seelen), (1620)
- De incarnatione verbi (Von der Menschwerdung Jesu Christi), (1620)
- Sex puncta theosophica (Von sechs Theosophischen Puncten), (1620)
- Sex puncta mystica (Kurtze Erklärung Sechs Mystischer Puncte), (1620)
- Mysterium pansophicum (Gründlicher Bericht von dem Irdischen und Himmlischen Mysterio), (1620)
- Informatorium novissimorum (Von den letzten Zeiten an P. Kaym), (1620)
- Christosophia (der Weg zu Christo), (1621)
- Libri apologetici (Schutz-Schriften wider Balthasar Tilken), (1621)
- Antistifelius (Bedenken über Esaiä Stiefels Büchlein), (1621)
- De signatura rerum, (Von der Geburt und der Bezeichnung aller Wesen), (1622)
- Mysterium Magnum (Erklärung über das erste Buch Mosis), (1623)
- De electione gratiae (Von der Gnaden-Wahl), (1623)
- De testamentis Christi (Von Christi Testamenten), (1623)
- Quaestiones theosophicae (Betrachtung Göttlicher Offenbarung), (1624)
- Tabulae principorium (Tafeln vln den Dreyen Pricipien Göttlicher Offenbarung), (1624)
- Apologia contra Gregorium Richter (Schutz-Rede wider Richter), (1624)
- Libellus apologeticus (Schriftliche Verantwortgung an E.E. RAth zu Görlitz), (1624)
- Clavis (Schlüssel, das ist Eine Erklärung der vornehmsten Puncten und Wörter, welche in diesen Schriften gebraucht werden), (1624)
- Epistolae theosophicae (Theosophische Send-Briefe), (1618 – 162])

## Documentário
- A vida e legado de Jacob Boehme. Um documentário dirigido por Lukasz Chwalko. Pré-estreia: Junho de 2016, Zgorzelec[5].